# ينس هوفمان
ينس هوفمان (بالإنجليزية: Jens Hoffmann)‏ هو أمين متحف أمريكي وبريطاني، ولد في 1 أبريل 1974 في سان خوسيه في كوستاريكا.